# Gianu Bucurescu
Gianu Bucurescu (n. 13 iulie 1934, Domnești, România – d. 29 aprilie 2016, București, România) a fost un general român de securitate, care a îndeplinit funcția de șef al Securității Municipiului București (1985–1990) și adjunct al ministrului de interne (1989–1990).

## Biografie
Gianu Bucurescu s-a născut la data de 13 iulie 1934, în comuna Domnești (județul Ilfov), fiind fiul lui Nicolae și Florica Bucurescu. A fost înaintat la gradul de general-maior (cu o stea) începând cu data de 30 decembrie 1982.
A fost însărcinat în anul 1985 cu funcția de șef al Securității Municipiului București și a fost numit în paralel, pe 6 februarie 1989, adjunct al ministrului de interne. În urma schimbării regimului comunist prin Revoluția din decembrie 1989, a fost eliberat din aceste funcții pe 6 ianuarie 1990, fiind trecut în rezervă în aceeași zi cu gradul de general-maior (cu 1 stea).
Prin comunicarea Consiliului Național pentru Studierea Arhivelor Securității (CNSAS) din 16 octombrie 2003, Gianu Bucurescu a fost trecut în Lista Ofițerilor și Subofițerilor de Securitate care au desfășurat activități de Poliție politică.

## Decorații
- Ordinul „Steaua Republicii Socialiste România” clasa a V-a (25 decembrie 1967) „pentru merite deosebite în opera de construire a socialismului, cu prilejul celei de-a XX-a aniversări a proclamării Republicii”[7]